# Bohdan Wjunnyk
Bohdan Serhijowycz Wjunnyk (ukr. Богдан Сергійович В'юнник, ur. 21 maja 2002 w Charkowie) – ukraiński piłkarz, grający na pozycji napastnika w polskim klubie Lechia Gdańsk.

## Kariera piłkarska

### Kariera klubowa
Wychowanek Akademii Piłkarskiej klubów Metalist Charków, Dynamo Kijów i Szachtar Donieck, barwy których bronił w juniorskich mistrzostwach Ukrainy (DJuFL). 10 sierpnia 2018 roku rozpoczął karierę piłkarską w juniorskiej drużynie Szachtara U-19, potem grał w młodzieżowej drużynie. 30 października 2020 debiutował w podstawowej jedenastce schodząc z boiska w 60 minucie meczu z FK Mariupol. 22 lipca 2021 został wypożyczony do FK Mariupol, w którym grał do stycznia 2022, a potem wrócił do Szachtara. 8 kwietnia 2022 został wypożyczony do szwajcarskiego FC Zürich. 3 lutego 2023 przeniósł się do austriackiego Grazer AK, a 5 marca 2023 zdobył debiutową bramkę w pierwszym swoim meczu. 6 marca 2024 podpisał kontrakt z Lechią Gdańsk obowiązujący do 30 czerwca 2028.

### Kariera reprezentacyjna
W 2017 debiutował w juniorskiej reprezentacji Ukrainy U-16. W latach 2018–2019 występował w reprezentacji U-17. Potem od 2021 bronił barw młodzieżówki.

## Sukcesy i odznaczenia

### Sukcesy reprezentacyjne
Ukraina U-21
- brązowy medalista Mistrzostw Europy U-21: 2023